# Бело у белом
Бело у белом је југословенски филм из 1964. године. Режирао га је Славољуб Стефановић Раваси, а сценарио је писао Живорад Михајловић.

## Улоге
| Глумац           | Улога |
| ---------------- | ----- |
| Оливера Катарина |       |
| Растко Тадић     |       |
| Миливоје Томић   |       |
| Јанез Врховец    |       |